# Megalobrimus scutellatus
Megalobrimus scutellatus là một loài bọ cánh cứng trong họ Cerambycidae.